# ويليام هايز
ويليام هايز هو سياسي كندي، ولد في 14 أبريل 1879 بسكوغاغ في كندا، وتوفي في 2 أبريل 1939 في كندا. حزبياً، نشط في حزب الائتمان الاجتماعي في ألبرتا ‏. وقد انتخب عضو الجمعية التشريعية ألبرتا.